# Чретеж-при-Кршкем
Чретеж-при-Кршкем (словен. Čretež pri Krškem) — поселення в общині Кршко, Споднєпосавський регіон, Словенія. Висота над рівнем моря: 367,3 м.